# Lepthyphantes exvaginatus
Lepthyphantes exvaginatus este o specie de păianjeni din genul Lepthyphantes, familia Linyphiidae, descrisă de Deeleman-reinhold, 1984.
Este endemică în Algeria. Conform Catalogue of Life specia Lepthyphantes exvaginatus nu are subspecii cunoscute.